# Bộ Ngao
Bộ Ngao (danh pháp khoa học: Venerida, trước đây là Veneroida), là một bộ thân mềm hai mảnh vỏ hầu hết sống ở nước mặn nhưng cũng có một số sống nước ngọt bao gồm nhiều hình thức quen thuộc như trai và sò, và một số loài hai mảnh vỏ nước ngọt bao gồm cả trai ngựa vằn.

## Phân loại 2010
Trong năm 2010 một hệ thống phân loại đề xuất mới cho thân mềm hai mảnh vỏ được công bố bởi Bieler, Carter & COAN sửa đổi việc phân loại hai mảnh vỏ, bao gồm cả bộ Veneroida.
Bộ: Veneroida
- Siêu họ: Arcticoidea
  - Họ: Arcticidae
  - Họ: Trapezidae
- Siêu họ: Corbiculoidea
  - Họ: Corbiculidae
- Siêu họ: Cyamioidea
  - Họ: Cyamiidae
  - Họ: Neoleptonidae
  - Họ: Sportellidae
- Siêu họ: Glossoidea
  - Họ: Glossidae
- Siêu họ: Tridacnoidea
  - Họ: Tridacnidae
- Siêu họ: Cardioidea
  - Họ: Cardiidae
- Siêu họ: Chamoidea
  - Họ: Chamidae
- Siêu họ: Galeommatoidea
  - Họ: Galeommatidae
  - Họ: Kellidae
  - Họ: Lasaeidae
  - Họ: Leptonidae
  - Họ: Montacutidae
- Siêu họ: Mactroidea
  - Họ: Cardiliidae
  - Họ: Mactridae
  - Họ: Mesodesmatidae
- Siêu họ: Tellinoidea
  - Họ: Donacidae
  - Họ: Pharidae
  - Họ: Psammobiidae
  - Họ: Semelidae
  - Họ: Tellinidae
  - Họ: Solecurtidae
- Siêu họ: Ungulinoidea
  - Họ: Ungulinidae
- Siêu họ: Cyrenoididae
  - Họ: Cyrenoididae
- Siêu họ: Veneroidea
  - Họ: Petricolidae
  - Họ: Turtoniidae
  - Họ: Veneridae